# BMW Open 2022
BMW Open 2022 byl tenisový turnaj pořádaný jako součást mužského okruhu ATP Tour v areálu MTTC Iphitos na otevřených antukových dvorcích. Probíhal mezi 25. dubnem až 1. květnem 2022 v německém Mnichově jako čtyřicátý osmý ročník turnaje. 
Turnaj dotovaný 597 900 eury patřil do kategorie ATP Tour 250. Nejvýše nasazeným hráčem ve dvouhře se opět stal třetí tenista světa a dvojnásobný vítěz Alexander Zverev z Německa, kterého ve druhém kole vyřadil Rune. Jako poslední přímý účastník do singlové soutěže nastoupil 80. hráč žebříčku, Američan Brandon Nakashima. V důsledku invaze Ruska na Ukrajinu na konci února 2022 řídící organizace tenisu ATP, WTA a ITF s grandslamy rozhodly, že ruští a běloruští tenisté mohli dále na okruzích startovat, ale do odvolání nikoli pod vlajkami Ruska a Běloruska.
První titul na okruhu ATP Tour vybojoval 19letý Dán Holger Rune. Stal se tak pátým hráčem v probíhající sezóně, který vyhrál premiérovou kariérní trofej a třetím nejmladším šampionem BMW Open v otevřené éře po dvou triumfech Guillerma Pereze-Roldana z let 1987 a 1988. Čtyřhru ovládli Němci Kevin Krawietz a Andreas Mies, kteří získali šestou společnou trofej.

## Rozdělení bodů a finančních odměn

### Rozdělení bodů
| Soutěž  | Soutěž | vítězové | finalisté | semifinalisté | čtvrtfinalisté | 16 v kole | 28 v kole | Q  | Q2 | Q1 |
| ------- | ------ | -------- | --------- | ------------- | -------------- | --------- | --------- | -- | -- | -- |
| dvouhra | [ 1 ]  | 250      | 150       | 90            | 45             | 20        | 0         | 12 | 6  | 0  |
| čtyřhra | [ 6 ]  | 250      | 150       | 90            | 45             | 0         | —         | —  | —  | —  |

### Finanční odměny
| Soutěž                                | Soutěž      | vítězové | finalisté | semifinalisté | čtvrtfinalisté | 16 v kole | 28 v kole | Q2      | Q1      |
| ------------------------------------- | ----------- | -------- | --------- | ------------- | -------------- | --------- | --------- | ------- | ------- |
| dvouhra                               | [ 1 ] [ 7 ] | 81 310 € | 47 430 €  | 27 885 €      | 16 160 €       | 9 380 €   | 5 730 €   | 2 870 € | 1 565 € |
| čtyřhra                               | [ 6 ]       | 28 250 € | 15 110 €  | 8 860 €       | 4 950 €        | 2 920 €   | —         | —       | —       |
| částka ve čtyřhrách je uvedena na pár |             |          |           |               |                |           |           |         |         |

## Mužská dvouhra

### Nasazení
| Stát                          | Hráč                    | ATP | Nasazení |
| ----------------------------- | ----------------------- | --- | -------- |
| Německo                       | Alexander Zverev        | 3.  | 1.       |
| Norsko                        | Casper Ruud             | 7.  | 2.       |
| USA                           | Reilly Opelka           | 17. | 3.       |
| Gruzie                        | Nikoloz Basilašvili     | 20. | 4.       |
| Chile                         | Cristian Garín          | 31. | 5.       |
| Spojené království            | Dan Evans               | 36. | 6.       |
| Srbsko                        | Miomir Kecmanović       | 38. | 7.       |
| Nizozemsko                    | Botic van de Zandschulp | 41. | 8.       |
| Žebříček ATP k 18. dubnu 2022 |                         |     |          |

### Jiné formy účasti
Následující hráči obdrželi divokou kartu do hlavní soutěže:
- Philipp Kohlschreiber
- Max Hans Rehberg
- Holger Rune

Následující hráči postoupili z kvalifikace:
- Jegor Gerasimov
- Jiří Lehečka
- Jošihito Nišioka
- Marko Topo

Následující hráči postoupili z kvalifikace jako šťastní poražení:
- Norbert Gombos
- Alejandro Tabilo

### Odhlášení
před zahájením turnaje
- Alexandr Bublik → nahradil jej  Maxime Cressy
- Márton Fucsovics → nahradil jej  Norbert Gombos
- Tallon Griekspoor → nahradil jej  John Millman
- Filip Krajinović → nahradil jej  Alejandro Tabilo
- Jan-Lennard Struff → nahradil jej  Emil Ruusuvuori

## Mužská čtyřhra

### Nasazení
| Stát                                                                                    | Hráč           | Stát       | Hráč             | ATP | Nasazení |
| --------------------------------------------------------------------------------------- | -------------- | ---------- | ---------------- | --- | -------- |
| Chorvatsko                                                                              | Nikola Mektić  | Chorvatsko | Mate Pavić       | 11. | 1.       |
| Austrálie                                                                               | John Peers     | Slovensko  | Filip Polášek    | 24. | 2.       |
| Německo                                                                                 | Kevin Krawietz | Německo    | Andreas Mies     | 54. | 3.       |
| Indie                                                                                   | Rohan Bopanna  | Nizozemsko | Matwé Middelkoop | 59. | 4.       |
| Žebříček ATP k 18. dubnu 2022; číslo je součtem žebříčkového postavení obou členů páru. |                |            |                  |     |          |

### Jiné formy účasti
Následující páry obdržely divokou kartu do hlavní soutěže:
- Yannick Hanfmann /  Daniel Masur
- Philipp Kohlschreiber /  Max Hans Rehberg

### Odhlášení
před zahájením turnaje
- Alexandr Bublik /   Ilja Ivaška → nahradili je  Lloyd Glasspool /  Harri Heliövaara
- Juan Sebastián Cabal /  Robert Farah → nahradili je  Daniel Altmaier /  Oscar Otte
- Roman Jebavý /  Alex Molčan → nahradili je  Roman Jebavý /  Andrés Molteni
- Alex de Minaur /  David Vega Hernández → nahradili je  Rafael Matos /  David Vega Hernández
- Tim Pütz /  Michael Venus → nahradili je  Ivan Sabanov /  Matej Sabanov

## Přehled finále

### Mužská dvouhra
- Holger Rune vs.  Botic van de Zandschulp, 3–4skreč

### Mužská čtyřhra
- Kevin Krawietz /  Andreas Mies vs.  Rafael Matos /  David Vega Hernández, 4–6, 6–4, [10–7]